# أندريه داميان
أندريه داميان (بالفرنسية: André Damien)‏ هو محامي وسياسي فرنسي، ولد في 10 يوليو 1930 في باريس في فرنسا. حزبياً، نشط في الاتحاد من أجل الديمقراطية الفرنسية.

## مناصب
- انتخب نقيب المحامين [الإنجليزية]‏ منظمة محاميو فرساي (1973 – 1976).
- انتخب نقيب المحامين [الإنجليزية]‏ منظمة محاميو فرساي (1969 – 1971).
- انتخب رئيس مؤتمر العوام (1979 – 1981).
- انتخب مستشار الدولة [الإنجليزية]‏ (1981 – 1987).
- انتخب رئيس بلدية [الإنجليزية]‏ فرساي (1977 – 1995).
- انتخب نائب فرنسي عن دائرة دائرة الإيفلين الثانية [الإنجليزية]‏ خلال فترته النيابية  [لغات أخرى]‏ (26 مارس 1996 – 21 أبريل 1997).